# Maliq (kommunhuvudort i Albanien)
Maliq är en kommunhuvudort i Albanien. Den ligger i distriktet Rrethi i Korçës och prefekturen Qarku i Korçës, i den sydöstra delen av landet. Maliq ligger 844 meter över havet och antalet invånare är 3 735.
Terrängen runt Maliq är kuperad västerut, men österut är den platt. Närmaste större samhälle är Korçë, 11,8 km sydost om Maliq. 
Trakten runt Maliq är en mosaik av jordbruksmark, gräsmarker och bebyggelse.